# ستيفن ويلكوكس
ستيفن ويلكوكس (بالإنجليزية: Stephen Wilcox)‏ هو مهندس ومخترِع أمريكي، ولد في 12 فبراير 1830 في ويسترلي في الولايات المتحدة، وتوفي في 27 نوفمبر 1893.